# Leonardo Povea
Leonardo Nicolás Povea Pérez (Los Ángeles, 26 gennaio 1994) è un calciatore cileno, centrocampista del Dep. Valdivia.

## Carriera
Ha giocato nella massima serie cilena.

## Palmarès

### Club

#### Competizioni nazionali
- Campionato cileno: 1

Huachipato: Clausura 2012